# Sergiu Comissiona

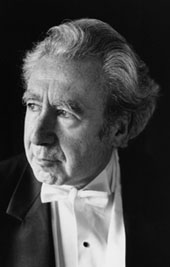
Sergiu Comissiona

Sergiu Comissiona (* 16. Juni 1928 in Bukarest; † 5. März 2005 in Oklahoma City) war ein rumänisch-israelisch-US-amerikanischer Dirigent und klassischer Geiger.

## Biografie

### Jugend
Comissiona wurde in eine jüdische Familie geboren und begann im Alter von fünf Jahren mit dem Geigenspiel. Er studierte an der Nationalen Musikuniversität Bukarest die Fächer Violine und Dirigieren bei Constantin Silvestri und Eduard Lindenberg. Bereits mit 17 Jahren debütierte er 1946 als Dirigent mit Gounods Faust und wurde als Geiger Mitglied im Rumänischen Staats-Ensemble, das er dann von 1950 bis 1955 als Musikdirektor leitete. Im Alter von 27 Jahren wurde er Chefdirigent an der Rumänischen Nationaloper, die er bis zu seiner Flucht 1959 aus dem damals kommunistischen Rumänien nach Israel leitete.

### Karriere
In Israel leitete er von 1960 bis 1967 das Ramat Gan Kammerorchester und dirigierte gleichzeitig auch das Haifa Symphony Orchestra von 1959 bis 1966. Danach führte ihn sein Weg nach Schweden zu den Göteborger Symphonikern, bei denen er von 1966 bis 1973 die Position des Musikdirektors innehatte, ferner zum Ulster Orchestra, das er von 1967 bis 1969 leitete, sowie von 1969 bis 1984 auch zum Baltimore Symphony Orchestra, das er von einem nur lokal wahrgenommenen zu einem international anerkannten Orchester machte. Diese Anstellung wiederum überschnitt sich mit seiner Tätigkeit als Chefdirigent beim Radio Filharmonisch Orkest in Hilversum in den Niederlanden 1982. Weiterhin dirigierte er die Houston Symphony, das Vancouver Symphony Orchestra und war Musikdirektor an der New York City Opera. 1990 führte ihn sein Weg nach Spanien, wo er acht Jahre lang am Orquesta Sinfónica de RTVE in Madrid als Musikdirektor wirkte und mit Unterbrechungen in derselben Position an der jährlich sechs Wochen dauernden Session des Asian Youth Orchestras von 1991 bis 2004 tätig war. Zusätzlich war er ab 1997 bis zu seinem Tod erster Gastdirigent der USC Thornton School of Music an der University of Southern California.
Die von Comissiona 1968 dirigierte Sphärenmusik von Rued Langgaard, die seit 46 Jahren nicht mehr aufgeführt worden war, bewirkte eine Wiederentdeckung der Kompositionen Rued Langgaards.
Die ersten Einspielungen auf Tonträger einer Reihe moderner Kompositionen einschließlich der Symphonien Allan Petterssons, der seine 9. Symphonie Comissiona gewidmet hatte, sowie einiger Werke von Michael Jeffrey Shapiro und Elie Siegmeister gehen auf die Initiative Comissionas zurück. So dirigierte er als Uraufführung am 2. Juli 1976 am Merriwether Post Pavilion (Amphitheater) in Columbia, Maryland, auch Siegmeisters An Entertainment for Violin, Piano, and Orchestra mit den Solisten Ann Saslav (Piano) und Isidor Saslav (Violine).

### Privates
Comissiona und seine Frau erhielten anlässlich der Zweihundertjahrfeier der Unterzeichnung der amerikanischen Unabhängigkeitserklärung am 4. Juli 1976 im Fort McHenry am Hafen von Baltimore die US-amerikanische Staatsbürgerschaft. Er starb im März 2005 im Alter von 76 Jahren an einem Herzinfarkt in Oklahoma City kurz vor einem Auftritt.

### Ehrungen
Comissiona gewann bereits 1956 den Internationalen Wettbewerb für junge Dirigenten in Besançon mit einer Première Mention. Später wurde er Ritter des Ordre des Arts et des Lettres von Frankreich, Ehrendoktor des New England Conservatory in Boston, Massachusetts, Ehrenmitglied der Königlich Schwedischen Musikakademie und Gründer des nationalen Wettbewerbs für junge Dirigenten am Baltimore Symphony Orchestra.